# Kraljevski mir
Kraljevski mir (poznat i kao „Antalkidin mir“) je naziv za mirovni sporazum kojim je 387. pr. Kr. završen Korintski rat između Sparte i saveza grčkih polisa na čelu s Tebom, Korintom, Atenom i Argom. Uvjete sporazuma diktirao je perzijski kralj Artakserkso II. koji je prema odredbama bio njegov glavni pokretač. Odredbama sporazuma Perzijskom Carstvu konačno je priznata vlast nad grčkim polisima na obali Male Azije i Cipra, dok je Sparti priznata hegemonija nad ostalim polisima kopnene Grčke. Sporazum je poznat i pod imenom „Antalkidin mir“; prema spartanskom vojskovođi i diplomatu Antalkidi koji je uz posredništvo lidijskog satrapa Tiribaza uvjete mira ishodio na Artakserksovom dvoru u Suzi. Mirovni sporazum je također važan kao prvi primjer tzv. zajedničkog mira u povijesti antičke diplomacije.

## Pozadina
Kraljevski mir predstavljao je krunu višegodišnjih nastojanja Perzijskog Carstva da poništi odredbe Kalijinog mira, odnosno osigura svoje zapadne granice od grčkih napada. Perzijskim kraljevima je među grčkim polisima najveći neprijatelj tradicionalno bila Atena, kako zbog veza s jonskim polisima, tako i zbog činjenice da se sredinom 5. stoljeća pr. Kr. preko Delskog saveza pretvorila u snažnu pomorsku silu. Perzija je iskoristila slabljenje Atene u peloponeskom ratu kako bi pokušala preuzeti kontrolu nad Malom Azijom. Međutim, nedugo nakon poraza Atene i raspuštanja Delskog saveza, i samo Perzijsko Carstvo ušlo je u dinastijske sukobe te je taj trenutak slabosti iskoristila Sparta kako bi preuzela atensko mjesto. Osjetivši se ugroženim, perzijski veliki kralj Artakserkso II. odlučio je sklopiti savez sa svojim bivšim protivnikom Atenom i zahvaljujući tome spartanska prijetnja u korintskom ratu je neutralizirana. Međutim, nakon nekoliko godina Atena je toliko ojačala da se Artakserkso II. zabrinuo kako bi mogla ponovno postati vodeća pomorska sila u Egejskom moru, odnosno proširiti se na perzijske satrapije na istočnoj obali. Zbog navedenih razloga perzijski kralj je 387. pr. Kr. sklopio savez sa spartanskim kraljem Agesilajem II. te zajedničkim snagama osvojio atenska uporišta na Helespontu, čime je Atenu i njene saveznike doveo u tešku situaciju i prisilio ih da traže mir.

## Odredbe
Najvažnija odredba mira je bila uspostavljanje punog perzijskog suvereniteta nad Malom Azijom i Ciprom, a potom i uspostavljanje novog poretka među grčkim polisima kojima je formalno priznata autonomija, no koju je trebala garantirati Sparta što je praktički predstavljalo očuvanje spartanske hegemonije.
Atena je odredbama mira prisiljena odreći se svog nedavno obnovljenog pomorskog kolonijalnog imperija, iako joj je Artakserkso II. priznao pravo da otoke Lemnos, Imbros i Skiros i dalje tretira kao svoje vazalne države. Teba, koja je bila jedan od ključnih antispartanskih saveznika je prisiljena raspustiti Beotijski savez. Također, 391. pr. Kr. raspuštena je državna zajednica (sympoliteia) Korinta i Arga, a Korint prisiljen ponovno se pridružiti se spartanskom Peloponeskom savezu.

## Posljedice
Iako je Kraljevski mir trebao garantirati trajnu stabilnost u Grčkoj nakon više desetljeća stalnog ratovanja među polisima, u stvarnosti se pretvorio u alat očuvanja spartanske hegemonije, pri čemu je Sparta sve više kršila odredbe o autonomiji polisa, odnosno koristila svaku priliku da radi vlastitih interesa oružjem instalira vlast u drugim gradovima. Takvo stanje stvari je izazivalo brojne sukobe, kako s Atenom tako i s Tebom koja će 371. pr. Kr. konačno okončati spartansku hegemoniju u bitci kod Leuktre.
S perzijskog stajališta sklopljeni mir je predstavljao potpuni uspjeh jer je na više desetljeća otklonio grčku prijetnju perzijskim satrapijama, koja će se ponovno pojaviti tek u doba Aleksandra Makedonskog.

## Poveznice
- Korintski rat
- Artakserkso II.

## Vanjske poveznice
- Kraljevski mir (King's Peace), enciklopedija Britannica